# 데데킨트-하세 노름
수학, 특히 추상 대수학 연구에서 데데킨트-하세 노름은 유클리드 정역에 대한 유클리드 함수의 개념을 일반화하는 정역에 대한 함수이다.

## 정의
{\displaystyle R}이 정역이라 하자. {\displaystyle g:R\rightarrow \mathbb {Z} _{\geq 0}}은 {\displaystyle R}에서 음이 아닌 정수로 가는 함수이다. {\displaystyle 0_{R}}로 {\displaystyle R}의 덧셈 항등식을 나타낸다. 함수 {\displaystyle g}는 다음 세 가지 조건이 충족되는 경우 {\displaystyle R}에 대한 데데킨트-하세 노름이라고 한다.
- {\displaystyle g(a)=0}와 {\displaystyle a=0_{R}}는 동치이다.
- {\displaystyle R}에서 0이 아닌 원소 {\displaystyle a,b}에 대해 다음 중 하나가 성립한다.
  - {\displaystyle R}에서 {\displaystyle b|a}.
  - {\displaystyle \exists x,y\in R\;s.t.0<g(xa-yb)<g(b)}.

세 번째 조건은 유클리드 정역 문서에 정의된 대로 유클리드 함수의 조건(EF1)을 약간 일반화한 것이다. x 의 값이 항상 1로 취해질 수 있다면 {\displaystyle g}는 유클리드 함수가 되고 {\displaystyle R}은 따라서 유클리드 정역이 된다.

## 정역과 주 이데알 정역
데데킨트-하세 노름의 개념은 리하르트 데데킨트와 나중에 헬무트 하세에 의해 독립적으로 정의되었다. 그들은 둘 다 그것이 정역을 주 이데알 정역으로 바꾸는 데 필요한 구조의 추가 조건이라는 것을 정확히 알아차렸다. 즉, 정역 {\displaystyle R}이 데데킨트-하세 노름을 갖는 경우 {\displaystyle R}이 주 이데알 정역임을 증명했다. 정역이 주 이데알 정역임과 정역이 데데킨트-하세 노름을 가짐이 동치이다.

## 예
{\displaystyle K}를 체로 두고 다항식 환 {\displaystyle K[X]}를 고려하자. 0이 아닌 다항식 {\displaystyle p}를 {\displaystyle 2^{\mathrm {deg} (p)}}에 사상하는 이 영역의 함수 {\displaystyle g} (여기서{\displaystyle \mathrm {deg} (p)}는 {\displaystyle p}의 위수이고 0 다항식을 0에 사상함)는 {\displaystyle K[X]}에 대한 데데킨트-하세 노름이다. 처음 두 조건은 {\displaystyle g}의 정의에 의해 간단하게 충족되는 반면, 세 번째 조건은 다항식 장제법을 사용하여 증명할 수 있다.

## 참조
- R. Sivaramakrishnan, Certain number-theoretic episodes in algebra, CRC Press, 2006.